# The Sky Moves Sideways
The Sky Moves Sideways – третій студійний альбом англійського гурту прогресивного року Porcupine Tree, виданий у лютому 1995 року.

## Підґрунтя
Після успіху другого альбому Up The Downstair Вілсон зрозумів, що необхідно розширити рамки Porcupine Tree, зокрема розпочати концертну діяльність. Музикант запросив до співпраці Річарда Барбієрі (клавішні), Коліна Едвіна (бас-гітара) та Кріса Мейтленда (ударні) як постійних членів гурту. 
Міні-альбом Moonloop (листопад 1994), треки з якого були записані під час сесій нового повноформатного альбому The Sky Moves Sideways, та сам альбом стали першими студійними записами авторства Porcupine Tree не як псевдоніму Стівена Вілсона, а як повноцінного гурту. Перехід до спільної роботи відбувся не із самого початку створення альбому, тому два треки The Moon Touches Your Shoulder і Dislocated Day виконуються тільки Вілсоном, а у запису інших композицій взяли участь усі учасники гурту (у тому числі пісні Stars Die, яка вийшла на синглі у Великій Британії і увійшла до трек-листу американської версії альбому).
Після виходу альбому The Sky Moves Sideways Porcupine Tree був проголошений як Pink Floyd 1990-х років. Справді, третій студійний альбом структурно подібний до альбому Wish You Were Here (1975) гурту Pink Floyd, оскільки заголовний твір, в основному інструментального характеру, The Sky Moves Sideways так само розбитий на дві частини, розміщених на початку та наприкінці альбому. Вілсон пізніше нарікав на це, заявивши:
 Перший трек з чотирьох частин The Sky Moves Sideways Phase 1 – одна з найдовших композицій Стівена Вілсона. Композиція Moonloop – відредагована, з накладанням звукових доріжок, версія 40-хвилинної імпровізації трьох учасників гурту: Вілсона, Коліна Едвіна та Кріса Мейтленда і ще декількох запрошених музикантів, яка записана 28 червня 1994 року на студії Doghouse. Деякі невикористані у музичному полотні імпровізаційні моменти, зокрема ударних, було використано у композиції Stars Die. Повна ж імпровізація вийшла у 2001 році на компакт-диску тиражем всього 500 копій під назвою Transmission IV, який розповсюджувався тільки між передплатниками, з перевиданням у 2006 році теж дуже обмеженим тиражем 1000 екземплярів.

## Огляд видань
Оригінальне європейське видання The Sky Moves Sideways побачило світ у лютому 1995 році, а згодом у жовтні цього ж року альбом вийшов у США (вперше в історії гурту) і відрізнявся від оригінального іншим порядком композицій у трек-листі; включенням пісні Stars Die замість Prepare Yourself; наполовину коротшою версією Moonloop; кожна з двох частин заголовної пісні була розбита на окремі треки. 
У 2004 році видано нову ремастеровану дводискову версію альбому з перезаписанами Гевіном Харрісоном партіями ударних на Dislocated Day and The Moon Touches Your Shoulder. Крім того, додатковий диск містив альтернативну версію композиції The Sky Moves Sideways, яка планувалась на початковій стадії запису як 50-хвилинна суцільна композиція, але ця ідея не була втілена в життя. Музичні частини, які були відхилені при остаточному формуванні альбому, та ранні тексти і лягли в основу альтернативної версії. Це єдине видання The Sky Moves Sideways, що містить і Prepare Yourself, і Stars Die. 
Того ж 2004 року лейбл Headspin Records видав версію альбому на трьох LP включно із 7-дюймовим синглом з двома версіями пісні Men Of Wood, яку записано під час сесій запису альбому The Sky Moves Sideways і яка вперше вийшла на альбомі-збірнику Stars Die: The Delerium Years 1991-1997.
Крім того, у 2012 році, на спротив війні гучності, лейбл  Kscope видав ремастеровану двоплатівкову версію альбому зі звуком, який був близьким до оригінального. Трек-лист цього видання містив 22-хвилинну версію Moonloop на 4-ій стороні. 
Таким чином, пратично кожне видання альбому відрізняється або іншим трек-листом, або іншою версією композиції Moonloop.

## Критичні відгуки
У загальному альбом був сприйнятий позитивно. AllMusic похвалив його за «...продовження досконалості Up The Downstair, коли досягнуто нового відчуття драматизму і всеохопного потоку», а також високо оцінив трек "Stars Die".

## Трек-лист
Оригінальне європейське видання
Автор слів Steven Wilson, автор музики Steven Wilson, крім Moonloop (Ricky Edwards / Colin Edwin / Chris Maitland / Steven Wilson). 
| #     | Назва                            | Тривалість |
| ----- | -------------------------------- | ---------- |
| 1.    | «The Sky Moves Sideways Phase 1» | 18:37      |
| 2.    | «Dislocated Day»                 | 5:24       |
| 3.    | «The Moon Touches Your Shoulder» | 5:40       |
| 4.    | «Prepare Yourself»               | 1:54       |
| 5.    | «Moonloop»                       | 17:05      |
| 6.    | «The Sky Moves Sideways Phase 2» | 16:46      |
| 65:31 |                                  |            |

Американське видання 1995 року
| The Sky Move Sideways Phase 1 | The Sky Move Sideways Phase 1 | The Sky Move Sideways Phase 1 |
| #                             | Назва                         | Тривалість                    |
| ----------------------------- | ----------------------------- | ----------------------------- |
| 1.                            | «The Colour of Air»           | 4:39                          |
| 2.                            | «I Find That I'm Not There»   | 3:47                          |
| 3.                            | «Wire the Drum»               | 6:18                          |
| 4.                            | «Spiral Circus»               | 3:56                          |

| #  | Назва                            | Тривалість |
| -- | -------------------------------- | ---------- |
| 5. | «Stars Die»                      | 5:01       |
| 6. | «Moonloop»                       | 8:11       |
| 7. | «Dislocated Day»                 | 5:24       |
| 8. | «The Moon Touches Your Shoulder» | 5:51       |

| The Sky Move Sideways Phase 2 | The Sky Move Sideways Phase 2 | The Sky Move Sideways Phase 2 |
| #                             | Назва                         | Тривалість                    |
| ----------------------------- | ----------------------------- | ----------------------------- |
| 9.                            | «Is...Not»                    | 12:01                         |
| 10.                           | «Off the Map»                 | 4:43                          |

Ремастероване та розширене видання 2004 року
| CD 1 | CD 1 | CD 1       |
| #    | Назва | Тривалість |
| ---- | --- | ---------- |
| 1.   | «The Sky Moves Sideways Phase 1" I. "The Colour of Air" II. "I Find That I'm Not There" III. "Wire the Drum" IV. "Spiral Circus» | 18:37      |
| 2.   | «Dislocated Day» | 5:24       |
| 3.   | «The Moon Touches Your Shoulder»                                                                                                 | 5:40       |
| 4.   | «Prepare Yourself» | 1:54       |
| 5.   | «The Sky Moves Sideways Phase 2" I. "Is...Not" II. "Off the Map»                                                                 | 16:46      |

| CD 2 | CD 2                                            | CD 2       |
| #    | Назва                                           | Тривалість |
| ---- | ----------------------------------------------- | ---------- |
| 1.   | «The Sky Moves Sideways» (альтернативна версія) | 34:42      |
| 2.   | «Stars Die»                                     | 5:01       |
| 3.   | «Moonloop» (імпровізація)                       | 16:18      |
| 4.   | «Moonloop» (coda)                               | 4:52       |

3 LP видання
| 1-а сторона | 1-а сторона | 1-а сторона |
| #           | Назва | Тривалість  |
| ----------- | --- | ----------- |
| 1.          | «The Sky Moves Sideways Phase 1" I. "The Colour of Air" II. "I Find That I'm Not There" III. "Wire the Drum" IV. "Spiral Circus» | 18:37       |

| 2-а сторона | 2-а сторона                      | 2-а сторона |
| #           | Назва                            | Тривалість  |
| ----------- | -------------------------------- | ----------- |
| 2.          | «Stars Die»                      |             |
| 3.          | «Dislocated Day»                 | 5:24        |
| 4.          | «The Moon Touches Your Shoulder» | 5:40        |
| 5.          | «Prepare Yourself»               | 1:54        |

| 3-я сторона | 3-я сторона                      | 3-я сторона |
| #           | Назва                            | Тривалість  |
| ----------- | -------------------------------- | ----------- |
| 6.          | «The Sky Moves Sideways Phase 2» | 16:48       |

| 4-а сторона | 4-а сторона               | 4-а сторона |
| #           | Назва                     | Тривалість  |
| ----------- | ------------------------- | ----------- |
| 7.          | «Moonloop» (імпровізація) | 16:48       |
| 8.          | «Moonloop» (coda)         | 4:52        |

| 5-а сторона | 5-а сторона                                                     | 5-а сторона |
| #           | Назва                                                           | Тривалість  |
| ----------- | --------------------------------------------------------------- | ----------- |
| 9.          | «The Sky Moves Sideways» (альтернативна версія – частина перша) | 16:36       |

| 6-а сторона | 6-а сторона                                                     | 6-а сторона |
| #           | Назва                                                           | Тривалість  |
| ----------- | --------------------------------------------------------------- | ----------- |
| 9.          | «The Sky Moves Sideways» (альтернативна версія – частина друга) | 18:01       |

2 LP видання («антигучний» ремастеринг 2012 року)
| Сторона A | Сторона A                        | Сторона A  |
| #         | Назва                            | Тривалість |
| --------- | -------------------------------- | ---------- |
| 1.        | «The Sky Moves Sideways Phase 1» | 18:40      |

| Сторона B | Сторона B                        | Сторона B  |
| #         | Назва                            | Тривалість |
| --------- | -------------------------------- | ---------- |
| 2.        | «Stars Die»                      |            |
| 3.        | «Dislocated Day»                 | 5:24       |
| 4.        | «The Moon Touches Your Shoulder» | 5:40       |
| 5.        | «Prepare Yourself»               | 2:00       |

| Сторона C | Сторона C                          | Сторона C  |
| #         | Назва                              | Тривалість |
| --------- | ---------------------------------- | ---------- |
| 6.        | «The Sky Moves Sideways - Phase 2» | 16:56      |

| Сторона D | Сторона D  | Сторона D  |
| #         | Назва      | Тривалість |
| --------- | ---------- | ---------- |
| 7.        | «Moonloop» | 22:23      |

## Учасники запису
| - Стівен Вілсон (Steven Wilson): вокали, гітара; клавішні, програмування і мікшування - Колін Едвін (Colin Edwin): бас-гітара - Річард Барбієрі (Richard Barbieri): клавішні; програмування - Кріс Мейтленд (Chris Maitland): ударні - Markcus Butler – додатковий запис - Michael Bennion – артдиректор | - Ricky Edwards – перкусія - Theo Travis – флейта на "The Sky Moves Sideways Phase 1" - Suzanne J. Barbieri – вокал на "The Sky Moves Sideways Phase 2" - Гевін Харрісон (Gavin Harrison) – ударні на "Dislocated Day" та "Moon Touches Your Shoulder" (тільки на розширеному виданні 2004 року) |